# Siegfried Rauch
Siegfried Rauch (Landsberg am Lech, 2 aprile 1932 – Obersöchering, 11 marzo 2018) è stato un attore tedesco.
Tra grande e piccolo schermo partecipò a circa 140 differenti produzioni, a partire dalla metà degli anni cinquanta. Tra i suoi ruoli principali, figurano quelli nelle serie televisive La nave dei sogni, La nave dei sogni - Viaggio di nozze, Der Bergdoktor, ecc.

## Biografia
Siegfried Rauch nasce a Landsberg am Lech il 2 aprile 1932.
Abbandonata l'idea di diventare architetto, opta per la recitazione e dopo aver studiato teatro a Monaco di Baviera e dopo aver preso lezioni private di recitazione, nel 1956 ottiene una piccola parte nel film, diretto da František Čáp Die Geierwally, che segna il suo debutto cinematografico. Seguirà, sempre nello stesso anno, un'apparizione nel film diretto da Gustav Učicky Der Jäger von Fall.
Dal 1997 al 2013 è protagonista, nel ruolo del capitano Jakob Paulsen della serie televisiva La nave dei sogni (Das Traumschiff). Tra il 2007 e il 2003, interpreta poi lo stesso ruolo nei primi 13 episodi dello spin-off La nave dei sogni - Viaggio di nozze (Kreuzfahrt ins Glück).
Nel frattempo, nel 2005 è protagonista, al fianco di Christine Neubauer, del film TV, diretto da Peter Sämann (2005) Die Geierwally, e nel 2007, è protagonista, al fianco di Marianne Sägebrecht del film TV, diretto da Bettina Woernle, Das Geheimnis meiner Schwester.
Dal 2008 al 2018 è inoltre protagonista della serie televisiva Der Bergdoktor.
Siegfried Rauch muore a Obersöchering l'11 marzo 2018 dopo una caduta dalle scale  provocata da un arresto cardiaco (che si rivelerà poi essere la causa della morte). Alla cerimonia funebre, che ha luogo nella chiesa di Habach partecipano, tra gli altri, i colleghi Heide Keller, Monika Baumgartner, Michaela May e Fritz Wepper.

## Vita privata
Nel 2016 è stato nominato ambasciatore per la Bayerischen Seenschifffahrt. Nel 2017 è stato insignito della Medaglia della Patria Bavarese dallo Stato libero di Baviera e della "Kaiser Star" dalla Tourismusverbands Wilder Kaiser. Rauch è stato anche ambasciatore della Deutsche Lebens-Rettungs-Gesellschaft (DLRG) ed è stato coinvolto nella Dirk-Nowitzki-Stiftung.
Siegfried Rauch, noto anche come "Sigi", viveva a Obersöchering vicino a Weilheim, nell'Alta Baviera meridionale. Rauch ha sposato Karin nel 1964 e hanno avuto due figli insieme. Steve McQueen era il padrino di suo figlio Jakob.

## Filmografia parziale

### Cinema
- Die Geierwally, regia di František Čáp (1956)
- Der Jäger von Fall, regia di Gustav Učicky (1956)
- Operazione 3 gatti gialli (Kommissar X - Drei gelbe Katzen), regia di Rudolf Zehetgruber (1966)
- Il Santo prende la mira (Le Saint prend l'affût), regia di Christian-Jaque (1967)
- Muori lentamente... te la godi di più (Mister Dynamit - morgen küßt Euch der Tod), regia di Franz Josef Gottlieb (1967)
- Il fantasma di Londra (Der Mönch mit der Peitsche), regia di Alfred Vohrer (1967)
- Il teschio di Londra (Im Banne des Unheimlichen) , regia di Alfred Vohrer (1968)
- Gangsters per un massacro (Kommissar X - Drei blaue Panther), regia di Gianfranco Parolini (1968)
- Patton, generale d'acciaio (Patton), regia di Franklin J. Schaffner (1970)
- Le 24 Ore di Le Mans (Le Mans), regia di Lee H. Katzin (1971)
- La notte dell'aquila (The Eagle Has Landed), regia John Sturges  (1976)
- A chi tocca, tocca...! (Agenten kennen keine Tränen), regia di Gianfranco Baldanello e Menahem Golan (1978)
- Amici e nemici (Escape to Athena), regia di  George P. Cosmatos (1979)
- Contamination, regia di Luigi Cozzi (1980)
- Il grande uno rosso (The Big Red One), regia di Samuel Fuller (1980)
- Fuoco, neve e dinamite (Feuer, Eis & Dynamit) , regia di Willy Bogner (1991)
- Trinità & Bambino... e adesso tocca a noi!, regia di E.B. Clucher (1995)

### Televisione
- L'ispettore Derrick (Derrick) - serie TV, 4 episodi (1976-1987)
- Famiglia dolce famiglia (Die glückliche Familie) - serie TV, 52 episodi (1987-1991)
- La nave dei sogni (Das Traumschiff) - serie TV, 38 episodi (1997-2013)
- Michele Strogoff - Il corriere dello zar - miniserie TV (1999)
- Il nostro amico Charly (Unser Charly) - serie TV, episodio 5x07 (2000)
- Bei aller Liebe - serie TV, 52 episodi (2000-2003)
- Eva - Ganz mein Fall - serie TV, 6 episodi (2002-2003)
- Schlosshotel Orth - serie TV, episodio 7x04 (2003)
- Mai storie d'amore in cucina - miniserie TV (2004)
- Die Geierwally, regia di Peter Sämann - film TV (2005)
- Inga Lindström - serie TV, episodio 2x09 (2005)
- Die Landärztin - serie TV, 7 episodi (2006-2011)
- Das Geheimnis meiner Schwester, regia di Bettina Woernle - film TV (2007)
- La nave dei sogni - Viaggio di nozze (Kreuzfahrt ins Glück) - serie TV, 13 episodi (2007-2013)
- Der Bergdoktor - serie TV, 112 episodi (2008-2018)
- Knallerkerle - serie TV (2017-2018)

## Opere letterarie
- Es muss nicht immer Steak sein. Meine besten Rezepte aus aller Welt (1981)[5]

## Doppiatori italiani
- Saverio Moriones ne La nave dei sogni e in La nave dei sogni - Viaggio di nozze[10][11]